# Ponte di barche

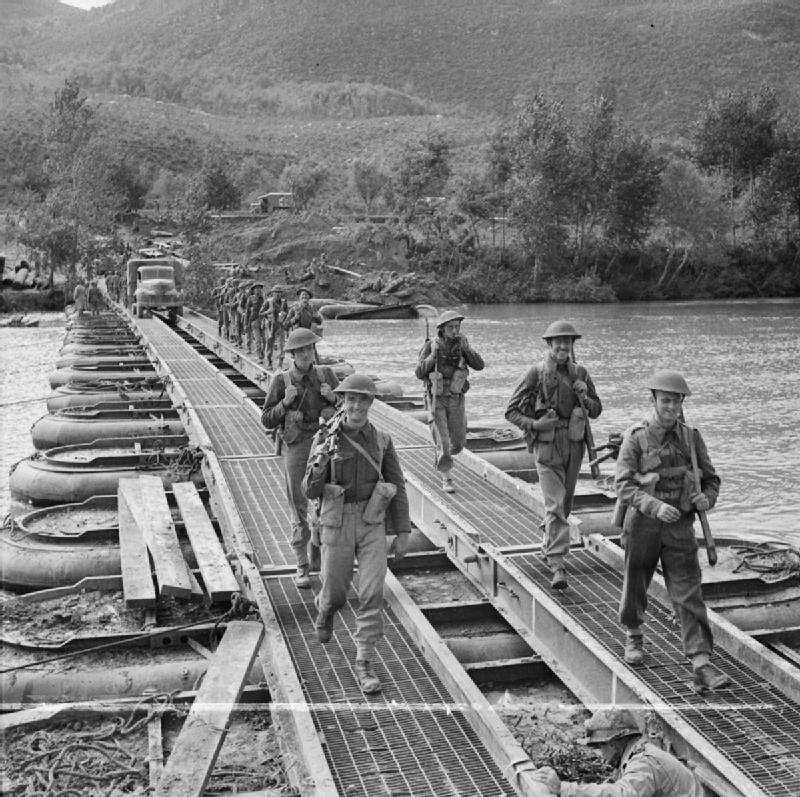
Ponte di barche sul Volturno, 1943

Un ponte di barche è un ponte che galleggia sull'acqua, formato principalmente da barche collegate l'una all'altra.

## Descrizione

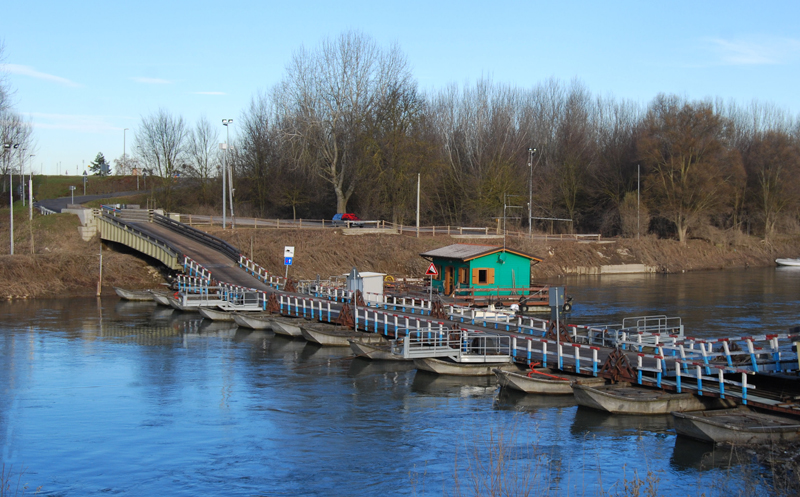
Ponte di barche a Torre d'Oglio, frazione di Marcaria in provincia di Mantova, nel 2010

Spesso i ponti di questo tipo sono temporanei, ma possono anche venire utilizzati per periodi più lunghi o in modo permanente, dove la costruzione di un altro tipo di ponte non è conveniente a livello economico oppure impossibile logisticamente. Tali tipologie di ponti sono inoltre rimovibili per il passaggio di imbarcazioni e facilmente spostabili. La particolarità ingegneristica dei ponti di barche è il fatto che, quando il livello delle acque sale, anche il ponte sale con esso.
Sono spesso utilizzati durante le guerre, per attraversare i fiumi più facilmente. A volte, in questi casi, i ponti di barche venivano distrutti (distruggendo il passaggio o affondando le barche) una volta che le truppe erano passate, per non far passare altrettanto agevolmente il nemico. Durante il medioevo, lungo i maggiori fiumi della pianura Padana, furono realizzati ponti di barche provvisti di torri e fortificazioni in legno, che furono molto spesso al centro di vere e proprie battaglie, come nel 1239 quando presso il ponte gettato dai piacentini presso Monticelli si scontrarono guelfi e ghibellini. Esempi di questo tipo di impiego si ebbero durante la battaglia del Garigliano (1503) o la battaglia di Oudenaarde (1708). Questa tipologia di ponti fu tuttavia utilizzata ancor prima nella storia, dapprima dai cinesi e successivamente dai greci e dai persiani, che costruirono un ponte di barche sull'Ellesponto, e dagli antichi romani, che costruirono un ponte di barche addirittura sullo stretto di Messina, come raccontato da Plinio il Vecchio. Ovviamente hanno avuto un largo impiego anche durante la seconda guerra mondiale.

Ancora oggi esiste una specialità dell'Esercito italiano chiamata Genio pontieri, adibita anche alla costruzione di ponti di barche.
Va evidenziato che, fino all'età moderna, pochissimi erano i ponti in muratura che solcavano i grandi fiumi dell'Italia Settentrionale; solo per citare un esempio, sul Ticino l'unico ponte in muratura dal lago Maggiore alla sua confluenza nel Po era il ponte coperto di Pavia, mentre sul Po, fino all'Ottocento, vi furono solo ponti di barche. 

### In Italia
In Italia sono attualmente in funzione otto ponti di barche permanenti, alcuni soggetti a pedaggio, altri gratuiti:
- Ponte di barche di Torre d'Oglio, lungo la SP57 in provincia di Mantova, che collega la frazione di San Matteo delle Chiaviche nel comune di Viadana con quella di Torre d'Oglio nel comune di Marcaria oltrepassando il fiume omonimo.
- Ponte di barche di Commessaggio, situato sul canale Navarolo nel centro storico di Commessaggio (Mantova).
- Ponte delle barche di Bereguardo, lungo la SP185 in provincia di Pavia, che collega i comuni di Bereguardo e Zerbolò oltrepassando il Ticino (gratuito).
- Ponte dei Salsi, situato nella frazione di Caposile nel comune di Musile di Piave[4]. (a pedaggio)
- Ponte di barche di Cortellazzo, situato alla foce del Piave (canale Cavetta), collega Eraclea al Lido di Jesolo (a pedaggio).
- Ponte di barche Zamuner, situato sul Piave lungo la SP48 in provincia di Venezia, tra i comuni di Fossalta di Piave e Noventa di Piave[5] (a pedaggio).
- Ponte di barche del Po di Goro, situato all'interno del Parco regionale veneto del Delta del Po, sul confine tra Emilia-Romagna e Veneto (a pedaggio).
- Ponte di barche del Po di Gnocca, situato anch'esso all'interno del Parco Regionale del delta del Po a breve distanza da quello del Po di Goro, che unisce la frazione di San Rocco nel comune di Taglio di Po a quella di Santa Giulia nel comune di Porto Tolle (gratuito).

Un altro ponte di barche italiano fu quello di Boretto, in provincia di Reggio Emilia, che univa i comuni di Boretto e Viadana; formato da ben 92 chiatte, fu bombardato nel 1944 e ricostruito, venendo poi eliminato definitivamente nel 1967 e sostituito da un ponte in cemento lungo le SP111 e SP358. Acquisì notorietà nel 1961 grazie ad alcune scene presenti nel film Don Camillo monsignore... ma non troppo.
Dal 1965 al 1988 era attivo un ponte di barche sul fiume Tagliamento in località Bevazzana, al confine fra Veneto e Friuli Venezia Giulia. Di proprietà privata e soggetto a pedaggio, permetteva il transito fra le località balneari di Lignano Sabbiadoro e Bibione, evitando il lungo giro per Latisana. Fu demolito nel 1988 in seguito all'apertura dell'attuale ponte in cemento costruito qualche centinaio di metri più a monte.